# Jurkovics János
Jurkovics János (Nyíracsád, 1959. november 20. – Szeged, 2013. február 18.) magyar újságíró, televíziós szerkesztő, stúdióvezető, szépíró.

## Életútja
A nyíregyházi Bessenyei György Tanárképző Főiskola magyar–könyvtár szakának elvégzése után, 1984. szeptember 1-jétől a Szolnok Megyei Néplap kulturális rovatánál kezdett el dolgozni, majd 1986-ban a MÚOSZ újságíró-iskoláját végezte el. A Néplap újságírójaként számos országos lapban is jelentek meg írásai (Új Tükör, Mai Nap). 1988 végén néhány kollégájával megvált a megyei laptól, és 1989. május 5-én szabad szellemű orgánumot jelentettek meg Maholnap címmel. Kezdetben munkatársként, majd 1990 májusától főszerkesztőként, később felelős szerkesztőként dolgozott a lapnál. A Maholnap megszűnése után, 1992 októberében maholnapos társaival megalapította a Telegráf című hetilapot, amelynek kezdetben főszerkesztője volt. 1993 márciusától a Magyar Televízió híradójának tudósítójaként dolgozott: Jász-Nagykun-Szolnok, Nógrád és Heves megye eseményeiről tudósította a nézőket, de emellett dolgozott A hétnek, az Aranyfüstnek, a Parlamenti naplónak és még sok más műsornak is. 2001. május 7-től haláláig, 2013. február 18-ig az MTV Szegedi Körzeti Stúdiójának vezetője volt.

## Munkássága
1984-től 1993-ig az írott sajtóban dolgozott, majd 1993-tól a közmédia tudósítójaként több száz híradás, számos tudósítás, oknyomozó riport, dokumentumfilm, portréfilm fűződik a nevéhez. A szegedi körzeti stúdió vezetőjeként sokat fáradozott a körzeti televíziók fennmaradásáért.
Újságírói és televíziós pályájával párhuzamosan szépíróként is jelen volt: 2001-től jelentek meg tárcái, novellái a szolnoki Új Néplapban és a Jászkun Krónikában, az Eső című irodalmi folyóiratban, a szegedi Délmagyarország című napilapban és a Szegedtől Szegedig című antológiában. 2008-ban Itt volnék én otthon címmel novelláskötetet jelentett meg.
Jurkovics János halálának első évfordulóján, 2014. február 18-án barátai, munkatársai és családja emlékkötet kiadásával emlékeztek a korán elhunyt televíziós újságíróra, Isten tenyere alatt címmel. A könyvben az emlékezések mellett helyet kaptak Jurkovics János eddig kötetben nem publikált novellái is.
Jurkovics János szabadidejében fabútorokat készített, zenélt és festett. Barátait, hozzátartozóit jeles alkalmakkor saját készítésű portrékkal lepte meg.

## Filmjei
- Az évszázad árvize (Magyarország ma – 44. rész, dokumentumfilm, 1999)
- Ilia tanár úr (portréfilm Ilia Mihály irodalomtörténészről, 2006)
- Kései gyász (dokumentumfilm, 2009)
- A betyárkirály (dokumentumfilm Rózsa Sándorról, 2011)
- Idegen ég alatt (dokumentumfilm, 2012)

## Kötetei
- Tószeg története; Tószeg: Tószegi Önkormányzat, 1992.
- Tószeg története 2. javított bőv. kiad.; Szolnok: Gravámen Stúdió, 2005.
- Itt volnék én otthon; Szolnok: Gravámen Stúdió, 2008.
- Itt volnék én otthon. 2. jav. bőv. kiad.; Szeged: Jurkovicsné Kálmán Margit, 2015.
- Isten tenyere alatt: In memoriam Jurkovics János; Szeged: Jurkovicsné Kálmán Margit, 2015.[2]